# Westerende (Großheide)
Westerende ist ein Ortsteil der Einheitsgemeinde Großheide im ostfriesischen Landkreis Aurich in Niedersachsen.
Die Streusiedlung liegt etwa zehn Kilometer östlich von Norden. Sie bedeckt eine Fläche von 6,9 Quadratkilometern. Der Ortsname geht auf die Lage des Ortes westlich von Arle zurück. Erstmals wird der Ort 1420 als to Westerenstede genannt. Die heutige Schreibweise ist seit 1491 geläufig. Der Ortsteil gliedert sich in Terhalle, Schleen und Westerende, von denen Terhalle am ältesten ist. Weitere Ortschaften und Wohnplätze in Westerende sind Osterbrande (1645 als die Brande erwähnt), Kantjeburg (1812 als Kaantjeborg und 1852 als Kraanteburg genannt), Westerbrande (1719 genannt), Westerender Hammrich (1871 genannt) sowie Wirde (erstmals 1843 verzeichnet).

## Geologie
Das Bauerndorf liegt auf einer nach Norden in den Hammrich hineinragenden Geestzunge, die in Westerende auf Höhen zwischen 2,5 und 4,5 Metern über Normalnull ansteigt. Der Untergrund besteht zu 40 Prozent aus Sandböden und zu 60 Prozent aus Marschböden.

## Geschichte

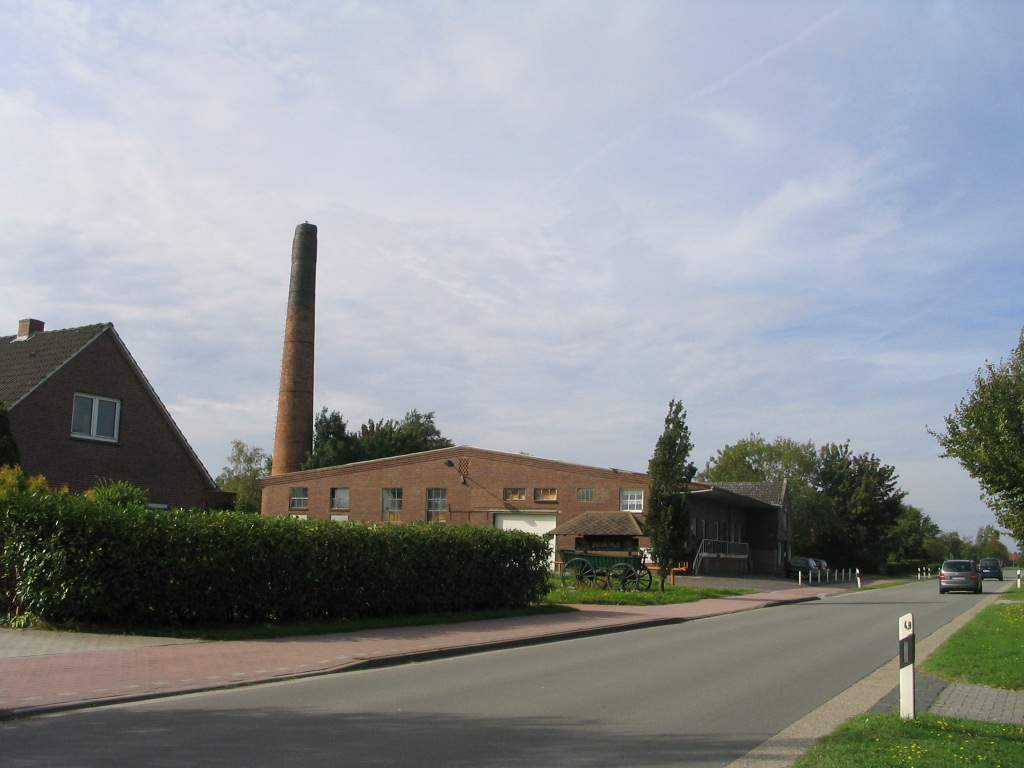
Ehemalige Molkerei Westerende

Älteste Belege der Anwesenheit von Menschen sind Steinbeile und Urnenscherben, die im Bereich Brande auf dem Flurstück Heidendoom gefunden wurden. Terhalle ist die älteste Ansiedelung des heutigen Ortsteils. Westerende ist eine Ausbausiedlung von Terhalle, die vor 1200 entstand. Im Jahre 1839 schlossen sich die Orte Westerende, Terhalle und Schleen zur Gemeinde Westerende zusammen. Sie gehörte zunächst zur Vogtei Arle im Amt Berum und nach der Verwaltungsreform 1884 zum Landkreis Norden, der am 1. August 1977 in den Landkreis Aurich eingegliedert wurde. Ein Neugliederungsgesetz löste die Gemeinde Westerende mit Wirkung vom 1. Juli 1972 auf und vereinigte sie mit Arle, Berumerfehn, Großheide (Kernort, heute Großheide-Mitte) und Menstede-Coldinne zur neuen Gemeinde Großheide.
Größter Arbeitgeber in Westerende war ab 1919 eine privat betriebene Molkerei. In den 1970er-Jahren fiel das Unternehmen dem „Molkereisterben“ zum Opfer. Heute befinden sich in den ehemaligen Molkereigebäuden mit ihrem weithin sichtbaren Schornstein Wohnungen und die „Katzenauffangstation Großheide-Westerende“.

## Wappen
| Wappen der früheren Gemeinde Westerende (Ostfr.) | Blasonierung: „In Blau ein goldener (gelber) hölzerner Pflug mit silberner (weißer) Pflugscharr, begleitet von einem goldenen (gelben) sechszackigen Sporenrad im rechten Obereck.“ |
| Wappen der früheren Gemeinde Westerende (Ostfr.) | Wappenbegründung: Das von Ulf-Dietrich Korn entworfene Wappen wurde am 17. Juli 1963 vom Regierungspräsidenten in Aurich genehmigt. Der Pflug symbolisiert den Ackerbau. Das Sporenrad ist das Zeichen der in Norden ansässigen Familie Idzinga, welche dort seit dem 15. Jahrhundert das Wappen zieren; sie symbolisieren die Zugehörigkeit zum Landkreis Norden ebenso wie die Farben Blau und Gold. |

## Verkehr
Westerende besitzt einen Haltepunkt an der Ostfriesischen Küstenbahn von Norden über Esens, Wittmund, Jever und Sande nach Wilhelmshaven. Auf dem 1983 für den regulären Schienenpersonennahverkehr (SPNV) stillgelegten Abschnitt Norden – Lütetsburg – Hage – Westerende – Dornum finden seit 1987 während der Sommersaison an Sonn- und Feiertagen Fahrten der Museumseisenbahn Küstenbahn Ostfriesland mit historischen Eisenbahnfahrzeugen statt.

## Vereine
- Klootschießer- und Boßelverein (K.B.V.) „Free weg“ Westerende 1910 e. V.[7]
- Reit- und Fahrverein (RUF) Westerende und Umgebung e. V.[8]